# Дементьев, Геннадий Петрович
Геннадий Петрович Дементьев (1932—1996) — советский конструктор, Герой Социалистического Труда (1990).

## Биография
Геннадий Петрович Дементьев родился 21 марта 1932 года в Москве в семье советского организатора промышленности, дважды Героя Социалистического Труда Петра Васильевича Дементьева и Дементьевой Евдокии Петровны (1912—1996). 
В 1957 году он окончил Ленинградскую военно-воздушную академию имени А. М. Можайского, после чего работал инженером-конструктором на Московском машиностроительном заводе «Зенит». В 1958 году перешёл на преподавательскую работу в Московском авиационном институте. С 1967 года работал заместителем Главного конструктора завода «Зенит». Участвовал в разработке орбитального самолёта «Спираль», истребителя-бомбардировщика «МиГ-27» и ряда его модификаций.
С 1974 года Дементьев работал первым заместителем генерального конструктора, а с 1976 года — первым заместителем генерального директора — главным конструктором Научно-производственного объединения «Молния». Активно участвовал в разработке орбитального корабля «Буран», ракетных комплексов различных типов. Будучи представителем Министерства авиационной промышленности СССР, Дементьев участвовал в подготовке и осуществлении первого полёта «Бурана» 15 ноября 1988 года.
Указом Президента СССР от 30 декабря 1990 года за «большие заслуги в создании и проведении испытаний многоразовой ракетно-космической системы „Энергия — Буран“» Геннадий Петрович Дементьев был удостоен высокого звания Героя Социалистического Труда с вручением ордена Ленина и медали «Серп и Молот».
Проживал в Москве. Скончался 18 августа 1996 года, похоронен на Новодевичьем кладбище Москвы.

## Награды
Лауреат Государственной премии СССР 1976 года, доктор технических наук. Также был награждён орденами Трудового Красного Знамени и «Знак Почёта», рядом медалей.